# 宗谷綜合振興局
宗谷綜合振興局（日语：／ Sōya sōgō shinkōkyoku */?），為日本北海道道北地方的振興局，設於稚內市。

## 历史
- 1897年11月：設置宗谷支廳，下轄原北見國宗谷郡、枝幸郡、利尻郡、禮文郡。[1]
- 1948年：原留萌支廳管轄的天鹽郡豐富村（現在的豐富町）改隸屬宗谷支廳。
- 2010年4月1日：北海道廢除支廳，改設為宗谷綜合振興局，同時原屬留萌支廳的幌延町改隸屬宗谷綜合振興局。

## 管轄範圍
- 市部：稚內市
- 宗谷郡：猿拂村
- 枝幸郡：濱頓別町、中頓別町、枝幸町
- 天鹽郡：豐富町、幌延町
- 禮文郡：禮文町
- 利尻郡：利尻町、利尻富士町

## 交通

### 鐵道
北海道旅客鐵道
- 宗谷本線：稚內站 - 南稚內站 - 拔海站 - 勇知站 - 兜沼站 - 德滿站 - 豐富站 - 下沼站 - 幌延站 - 上幌延站 - 南幌延站 - 安牛站 - 雄信內站 - 糠南站 - 問寒別站

## 參考資料

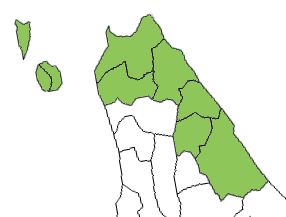
宗谷綜合振興局管轄範圍

### 道路

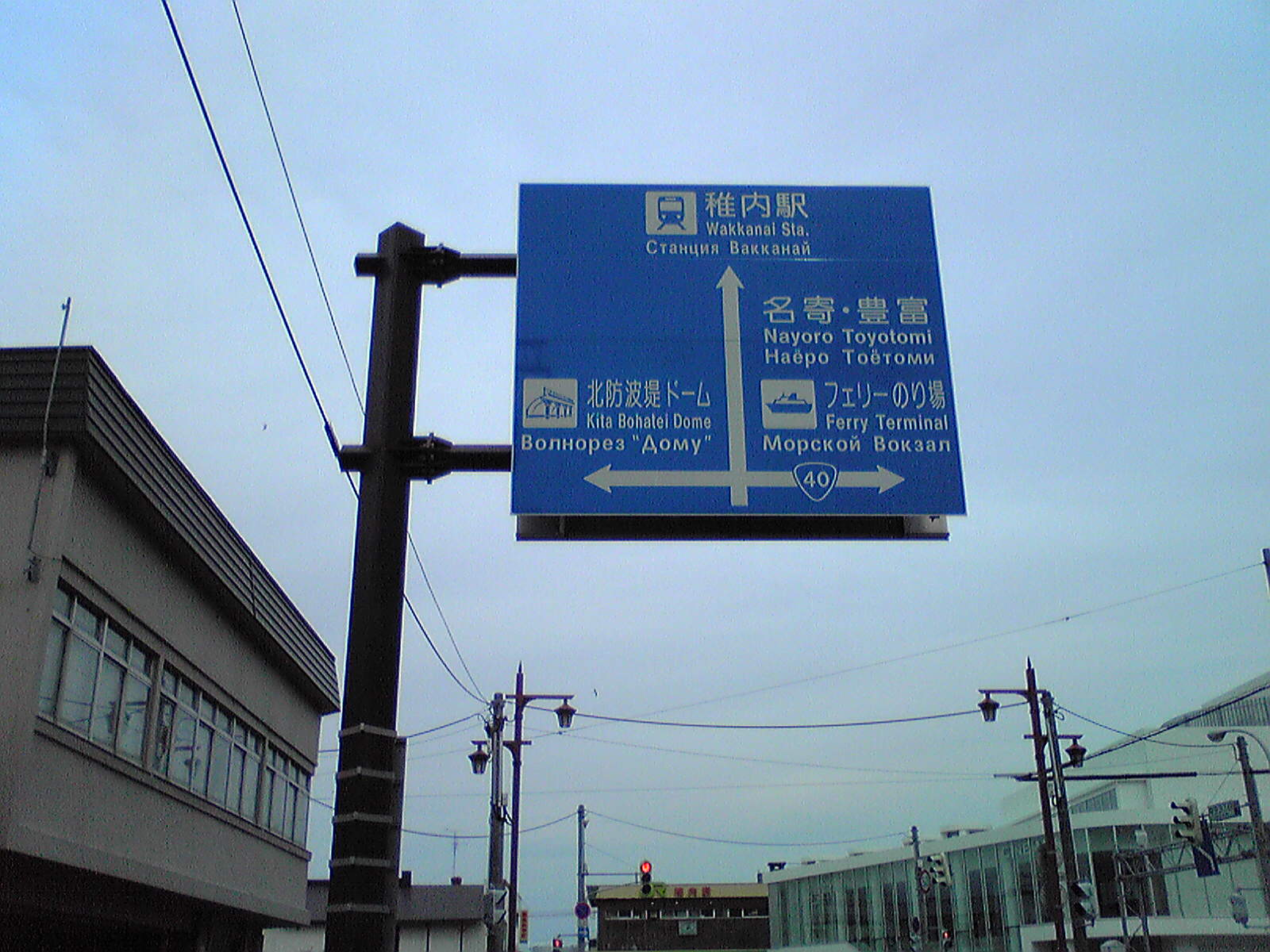
市內記有日、英、俄三種語言的路標

| 一般國道 - 國道40號 - 國道232號 - 國道238號 主要道道 - 北海道道106號稚內天鹽線 - 北海道道121號稚內幌延線 - 北海道道138號豐富猿拂村線 | 道道 - 北海道道254號拔海港線 - 北海道道407號稚內港線 - 北海道道510號抜海兜沼停車場線 - 北海道道616號上勇知兜沼停車場線 - 北海道道646號曲渕停車場線 - 北海道道811號勇知上勇知線 - 北海道道889號上猿拂村清濱線 - 北海道道1059號稚內機場線 - 北海道道1077號稚內猿拂村線 - 北海道道1119號稚內豐富線 - 北海道道1133號宗谷線 |

### 港口
- 稚內港

### 機場
- 稚內機場